# 18TRIP
『18TRIP』（エイティーントリップ）は、リベル・エンタテインメントにより配信・運営されるスマートフォン向けゲームアプリ。2024年5月23日サービス開始。基本プレイ無料（アイテム課金制）。公式の略称は「エイトリ」。

## 概要
リベル・エンタテインメントとポニーキャニオンとの協業による新規IPの女性向けスマートデバイスゲームで、内容は近未来の横浜「HAMA18区」が舞台の「旅」をテーマにしたタワーディフェンスゲーム。

## あらすじ
観光業の競争が熾烈化し、人気観光地は「独立観光特区」として活躍するJPNが舞台。しかしHAMA18区はかつては有数の観光特区であったが、今は落ちぶれてしまう。主人公はこのHAMA18区で生まれ育つ。そこで、主人公の幼馴染である大黒可不可と主人公は旅行会社「HAMAツアーズ」を立ち上げ、HAMA18区を再建するために立ち上がった。

## ゲームシステム
プレイヤーは主人公（HAMAツアーズの主任）となり、観光区長による観光地でのおもてなしを補佐することとなる。

### おもてなしバトル
システムとしては観光区長と呼ばれる登場キャラクターを画面左下からドラッグしてマップに配置し、来訪ゲートと呼ばれる場所からやってくる観光客を出口の帰宅ゲートにたどり着く前に「おもてなし」で満足させるタワーディフェンスゲーム。
区長にはカードごとに「ジョブ」が設定されており、そのジョブのタイプにより配置できる区域が分かれている。
また区長を配置する際にはコストを消費して配置をしなければならず、必要なコストは1.5秒経過するごとに1コスト自動回復する。
コストは「ジョブ」や区長の育成具合により変動する。
観光客が区長に近づくと区長はおもてなしを始め、観光客の「満足度ゲージ」が満ちると「おもてなし」が成功したとみなされる。
区長はおもてなしをすると体力ゲージを消費し、体力ゲージがなくなるとマップから一時離脱する（インターバル期間を経ると再度マップに配置可能）。
メインストーリーに沿ったスポットでおもてなしをする「メインスポット」や、育成アイテムを多数入手可能な「区長育成スポット」、そして過去のイベントを収録した「街おこしスポット」、イベント開催時のみ開かれる「イベントスポット」で分かれている。
それぞれAP（アクションポイント）を消費することによってプレイ可能。
「イベントスポット」と「街おこしスポット」の一部は区長の消費コストが通常より増加するスポットなど特殊効果のあるスポットもある。
メインスポット
メインストーリーのChapter1からChapter4までのおもてなしバトルを追体験できるスポット。
難易度は「EASY」「NORMAL」「HARD」に分かれており、それぞれ消費するAPは1。
区長育成スポット
区長のレベル上げに必要なアイテムを多数入手可能なスポットで構成されている。
難易度は「EASY」「NORMAL」「HARD」に分かれている。それぞれ消費するAPは1。
イベントスポット
イベント開催時のみ開放されるスポットであり、このスポットのみAPではなく、他スポットで入手した「Trip切符」と呼ばれる特殊アイテムを使用しなければプレイできない。
難易度は「EASY」「NORMAL」「HARD」に加えて「VERY HARD」がある。
街おこしスポット
過去のイベントを追体験できるスポット。
他スポットとは異なり、消費AP数が多いが、その分アイテムが多量入手可能。難易度は「EASY」「NORMAL」「HARD」「VERY HARD」がある。

## 登場キャラクター

### HAMAツアーズ

#### 主人公
浜咲 楓（はまさき かえで、男・兄）/浜咲 椛（はまさき もみじ、女・妹）
声 - 畠中祐（楓）/ 沼倉愛美（椛）
本作の主人公。性別は自由に切り替え可能で、いつでも変更可能。ゲーム内では氏名変更可能かつボイスのON・OFFが可能。ビジュアルは基本表示されない。
プレイヤーが選択していない方の性別はネームドキャラクターとしてビジュアル付きでストーリーに登場する。

#### 朝班「R1ze」（ライズ）
HAMA0区長〜HAMA4区長が所属する、『HAMAツアーズ』で最初に設立されたユニット。落ちぶれたHAMAの観光事業に「夜明け」をもたらすように名付けられた。
ユニットロゴの日時計は朝の時間帯を示している。
ユニットカラーは   青。リーダーは西園練牙。
西園 練牙（にしぞの れんが）
声 - 小笠原仁
誕生日：8月10日 / 年齢：23歳 / 身長：177cm / 体重：58kg / 血液型：A型
HAMA3区長。個人カラーは   金色。
趣味/特技は動物と触れ合うこと、庭いじり、折り紙。
高飛車で偉そうなセレブタレントとして名を馳せているが、その内面は、不器用でネガティブな一面を隠し持っており、英語も得意ではない。先代区長である祖母と父の背中を追い、立派に振る舞おうとすればするほど、振るわない結果に。4区長である礼光とは、出会うたびに火花を散らす犬猿の仲である。
おもてなしマニフェストは『HAMAを第二のふるさとと思って貰えるようにHAMA愛全開で魅力をアピールして、帰る頃にはまた絶対に来たくなるおもてなしを目指します。』
大黒 可不可（おおぐろ かふか）
声 - 小林千晃
誕生日：7月3日 / 年齢：20歳 / 身長：168cm / 体重：50kg / 血液型：AB型
HAMA0区長。個人カラーは   藤紫。
趣味/特技はタロット占い、クロスワードパズル、釣り。
主人公の年下幼馴染で、HAMAの名門・大黒家が誇る稀代の天才。そんな彼にとって、主人公が持ち帰る旅の土産話だけが、唯一の心の慰めであり、外の世界への憧憬を掻き立てる希望の光だった。長い闘病生活の末、奇跡的に手術を成功させ、HAMA18区を総括する0区長に就任し、旅行会社『HAMAツアーズ』を立ち上げ、代表取締役社長となる。
おもてなしマニフェストは『”大切な旅の思い出は、生きていく希望になる”をモットーに、HAMAの観光客一人ひとりの未来を照らせるようなおもてなしを目指します。』
叢雲 添（むらくも てん）
声 - 中島ヨシキ
誕生日：4月4日 / 年齢：21歳 / 身長：176cm / 体重：60kg / 血液型：B型
HAMA1区長。個人カラーは   水縹。
趣味/特技は酒、銭湯、観葉植物、ダンス、パルクール。
就活中の大学4年生。交友関係が広くて人当たりが良く、聞き上手で周囲からは好青年として認識されているが、実は密かに恨みを抱く女性が少なくない。掴みどころのない飄々とした態度と、責任感の欠如が際立つ青年。だが、彼の本質を深く理解している者は、誰もいない。
おもてなしマニフェストは『女性には女性、男性には男性の喜ぶことを…。一人ひとりのニーズに合わせたオーダーメイドなおもてなしを提供することを目指します。』
神名 雪風（かみな ゆきかぜ）
声 - 深町寿成
誕生日：12月29日 / 年齢：25歳 / 身長：180cm / 体重：67kg / 血液型：O型
HAMA2区長。個人カラーは   水色。
趣味/特技はTCG、絵を描くこと、料理、変装。
主人公の父方の従兄で、国内フィギュアスケート界を牽引するフィギュアスケート現役男子シングル選手。氷上での華麗な姿からは想像がつかないが料理上手であり、年下の他観光区長らに接する際には兄として振る舞う。特に主人公に対しては度が過ぎるほどの過保護な一面を見せる。
おもてなしマニフェストは『ファンとして来てくれた観光客には、スケーターとして誠意あるファンサービスを。また面倒見の良さを発揮した丁寧なおもてなしを目指します。』
鹿 礼光（ルー リーグァン）
声 - 水中雅章
誕生日：10月30日 / 年齢：23歳 / 身長：181cm / 体重：76kg / 血液型：B型
HAMA4区長。個人カラーは   金赤。
趣味/特技は格闘技観戦、動物の保護活動、麻雀。
HAMAの裏社会を掌握する『鹿茸一家』の長男であり、表の顔としてはペット事業と動物愛護を推進する『兎角カンパニー』の取締役社長。威圧感と洞察力を兼ね備え、無能な者は排除するチャイナマフィアだが、身内の女性や愛らしい小動物に対しては、隠しきれない優しさが垣間見える。
おもてなしマニフェストは『観光客たちがぼったくりや詐欺に遭わないようにHAMAの治安を全力で維持し、無事に帰路についてもらえるようなおもてなしを目指します。』

#### 昼班「Day2」（デイズ）
HAMA5区長〜HAMA9区長が所属する、全員がHAMA最大のマンモス高校である『浜あすなろ高校』在学の2年生で結成された現役高校生ユニット。
部活「地域活性部」の一環で、HAMAの観光立て直しに加わる。
ユニットロゴの日時計は昼の時間帯を示している。
ユニットカラーは   黄色。リーダーは五十竹あく太。
五十竹 あく太（いそたけ あくた）
声 - 内田修一
誕生日：5月13日 / 年齢：16歳 / 身長：175cm / 体重：56kg / 血液型：O型
HAMA5区長。個人カラーは   オレンジ。
趣味/特技は古い映画のVHS集め、映画鑑賞、キャンプ、寝溜め、映像音ハメ。
浜あすなろ高校2年生。『大宇宙銀河系ミラクルソリッド映画部』部長。
銀河的映画監督を夢見る前向きで陽気なポジティブ高校生。一見、ただの無邪気な高校生に見える彼だが、どんな逆境も乗り越え切り開く強かさを持っており、その裏には複雑な家庭環境が絡んでいる。
おもてなしマニフェストは『観光客がつられてご機嫌になるような、明るく陽気なおもてなしを目指します。また、旅の思い出をショートムービーにしてお土産に。』
衣川 季肋（きぬがわ きろく）
声 - 佐藤祐吾
誕生日：2月19日 / 年齢：16歳 / 身長：180cm / 体重：63kg / 血液型：A型
HAMA6区長。個人カラーは   紫。
趣味/特技は多肉植物栽培＆リース作り、雑貨屋巡り、似顔絵、妹のヘアアレンジ。
浜あすなろ高校2年生。『マグヌム・オプス・アナログ美術部』部長。
外界との交流を避け、自らの内面世界に籠る寡黙な青年。幼少の頃より、アナログ画材を手にとり、絵を描くことに没頭していた。口下手かつ人付き合いは苦手で大人しい性格をしているが、彼だけが捉えることのできる世界と、特別な感性に自負心がある。
おもてなしマニフェストは『ゆるキャライラストや観光客の似顔絵など絵を描く特技を駆使した方法で、思い出を作ってもらえるおもてなしを目指します。』
斜木 七基（ななめぎ ななき）
声 - 大塚剛央
誕生日：1月25日 / 年齢：16歳 / 身長：177cm / 体重：57kg / 血液型：B型
HAMA7区長。個人カラーは   ターコイズ。
趣味/特技はアナログ音源集め、読書(恋愛小説)、作曲、楽器演奏。
浜あすなろ高校2年生。『メロウ＆レイジー軽音部』部長。
生粋の音楽一家に生まれる。自身も幼い頃から作曲をしており、覆面アーティストとしてネットで楽曲を公開している。アーティストとしてのフォロワー数は10万人、さらに動画は100万以上再生されており、ネット上ではネクストブレイクと騒がれている。そして学園屈指のモテ男であり極度に惚れっぽい性格をしているが、不用意に誰かを好きにならないよう、深く関わることを避けている。
とあるきっかけにより、主人公を自身のG.O.A.T（英語: Greatest of All Time）と認識するようになる。
おもてなしマニフェストは『旅のプレイリスト作りなど音楽を利用した様々な方法で、HAMAでの旅だけでなく音楽も一緒に愛してもらえるようなおもてなしを目指します。』
輝矢 宗氏（かぐや むねうじ）
声 - 熊谷俊輝
誕生日：11月11日 / 年齢：16歳 / 身長：172cm / 体重：53kg / 血液型：O型
HAMA8区長。個人カラーは   桜色。
趣味/特技はアマチュア無線、肉体づくり、自家製ロケット制作、宇宙語(独自研究)。
浜あすなろ高校2年生。『アントロポゾフィー天文部』部長。
名門の血筋を引く、古武士のような気質を持つ少年。体育以外オールAの成績優秀者であり、浜あすなろ高校生徒会の副会長も務めている。しかしその完璧な外見と裏腹に、時折見せる天然ボケが周囲を巻き込む騒動を引き起こす、予測不能な一面も持ち合わせている。外見はまるで『かぐや姫』のような美貌であり、親衛隊もできるほど。その美貌により普段は宇宙ヘルメットを被って過ごしている。
おもてなしマニフェストは『礼節を重んじ、観光客が気持ちよく過ごせるようにし、また、自家製ロケットや宇宙の知恵でもって人生史に残るおもてなしを目指します。』
久楽間 潮（くらま うしお）
声 - 堂島颯人
誕生日：3月10日 / 年齢：16歳 / 身長：175cm / 体重：55kg / 血液型：A型
HAMA9区長。個人カラーは   黄緑。
趣味/特技はオタ活、ロボットの保護活動、菓子づくり、細かい作業。
浜あすなろ高校2年生。『ボナペティ調理部』部長。
周囲を小馬鹿にするのが常の皮肉屋。その毒舌は、大人さえも言葉を失うほどである。しかし彼が手掛けるチョコレート菓子は、その辛辣な言葉とは裏腹に、至福の甘さを湛えている。心を許すのは、幼馴染である8区長の輝矢宗氏のみ。とあるジャンルの烈々なファンであり、密かにオタク活動をしている。
おもてなしマニフェストは『観光客のために考案した独自レシピで作った絶品スイーツを振るまい、脳だけでなく舌にも思い出が残るようなおもてなしを目指します。』

#### 夕班「Ev3ns」（イブンズ）
HAMA10区長〜HAMA14区長が所属する、全員『モンキー・ケイジ』という監獄に収監されていた過去を持つ元囚人で結成されたユニット。ご当地囚人アイドルとして、夕暮れ時のライブ活動をメインに活動。
ユニットロゴの日時計は夕方の時間帯を示している。
ユニットカラーは   赤橙。リーダーは北片來人。
北片 來人（きたかた らいと）
声 - 石谷春貴
誕生日：4月27日 / 年齢：25歳 / 身長：182cm / 体重：67kg / 血液型：O型
HAMA10区長。個人カラーは   深緑。
趣味/特技は読書(SF小説)、B級オカルト雑誌購読、テコンドー、ダウジング。
数々の不動産を所有する名家の御曹司。その才覚は、中学生の頃に弟の北片生行と共に立ち上げたメタバースサービス（mahorova）を成功に導き、若くして億万長者に。その後、事業売却という大胆な決断を下した元経営者。
高校時代にはファイトチーム（EDG3）の一員（金色夜叉）として、長年の抗争をチーム統合という形で終結させた手腕を持つ。
そのカリスマ性と実績から、「JPN結婚したい男ランキング」の常連であり、多くの女性を惹きつける存在であるにも関わらず、なぜか浮いた噂は一切ない。
ラーメンをこなよく愛しており、昼飯でのこだわりとして「ラーメンが食べられる日は必ずラーメンを食べる」と宣言するほど。
幼い頃のとある出来事から、刹那主義的な生き方を送ってきていた。
おもてなしマニフェストは『人生の限りある時間の中で出会えた一期一会を大切に、短い時間の中でも一人ひとりに心を尽くすようなおもてなしを目指します。』
畔川 幾成（あぜかわ きなり）
声 - 堀金蒼平
誕生日：10月10日 / 年齢：不明 / 身長：175cm / 体重：100kg / 血液型：不明
HAMA11区長。個人カラーは   薄紫。
趣味/特技は万華鏡集め＆お香集め、歌をうたうこと。
アンドロイドであり、国に品番が登録されてないために周囲に隠して生きるよう命じられて投獄された。
とあるきっかけにより主人公をマスター認証してしまい、主人公からのオーダーをプログラムの本能により求めては遂行することを最優先するようになる。
おもてなしマニフェストは『観光客一人ひとりへのデータ分析に基づいた案内や情報伝達を行い、旅を適切にサポートできるようなおもてなしを目指します。』
夏焼 千弥（なつやき ちひろ）
声 - 梅田修一朗
誕生日：8月25日 / 年齢：22歳 / 身長：174cm / 体重：55kg / 血液型：B型
HAMA12区長。個人カラーは   ミントグリーン。
趣味/特技はギャル文化グッズ集め、自撮り、ダンス、FPSゲーム。
若者向けの『dazzle(ダズル)』というSNSで有名なインフルエンサー（アルファダズラー）で、平成のギャル文化が好きな青年。
幼い頃からダンスが得意で、次世代アイドルグループのサバイバル番組に出演し、最終ラウンドまで残るまでの実力がある。
おもてなしマニフェストは『どんな時も全力テンション＆あげぽよな笑顔で他の区長のファンだとしても推し変させちゃうようなファンサ＆おもてなしを目指します。』
木ノ内 太緒（きのうち たお）
声 - 寺島惇太
誕生日：1月5日 / 年齢：20歳 / 身長：180cm / 体重：62kg / 血液型：A型
HAMA13区長。個人カラーは   浅縹。
趣味/特技はカラオケ、ゲーセン、お笑い鑑賞、手品(カード当て)。
冤罪により身元不明の犯罪者として投獄された無職の青年。
苦労人体質であり、他人に流されやすいが面倒見が良い。
またゲーム好きであり、熱中してしまうと誰かに止められない限り、のめり込んでプレイしてしまうというガチゲーマーな一面もある。
おもてなしマニフェストは『HAMAやEv3nsを応援してくれている観光客みんなに嘘のない、自分なりの真心を込めたおもてなしを目指します。』
百目鬼 潜（どうめき くぐり）
声 - 矢田悠祐
誕生日：9月6日 / 年齢：24歳 / 身長：184cm / 体重：77kg / 血液型：AB型
HAMA14区長。個人カラーは   赤紫。
趣味/特技は筋トレ、意地悪な悪戯、秘密。
危険なカリスマ思想犯として投獄された要注意人物。
生粋のサディストであるが、かつては元天才ピアニストで、精密な超絶技巧で世界中のコンクールで喝采を浴びた経験があるも、とある事件をきっかけにクラシック界から姿を消した。
おもてなしマニフェストは『迷える子羊たちを正しき道に導くように、慈しみをもって可愛がり、お仕置き…もといおもてなしを行うことを目指します。』

#### 夜班「L4mps」（ランプス）
HAMA15区長〜HAMA18区長が所属する、全員がHAMAにあるお店を構える店主によるユニット。お手伝いのペットロボと一緒にそれぞれが自分の店舗に観光客を招き、おもてなしを行う。
ユニットロゴの日時計は夜の時間帯を示している。
ユニットカラーは   紫。リーダーは蜂乃屋凪。
蜂乃屋 凪（はちのや なぎ）
声 - 坂田将吾
誕生日：7月22日 / 年齢：20歳 / 身長：174cm / 体重：56kg / 血液型：B型
HAMA16区長。個人カラーは   青紫。
趣味/特技はラジオのネタ職人、バイク、フラワーアレンジメント。
『ふらわあランドリー』店長。
アンニュイで表情が乏しく、テンションは常にローギア。
不幸体質で理不尽な出来事に慣れきっており、トラブルも淡々と対処する青年ではあるが深夜ラジオのネタ職人（NureNezumi）をしており、ユーモラスな一面と、静かに寄り添うような気遣いが得意で、一緒にいると呼吸が深くなるような癒し効果のある一面も秘めている青年。
飼っているペットロボは「ソニア」。メンダコ型で、しっかり者の性格だが、「さ行」に不具合がある。
おもてなしマニフェストは『観光客のパーソナルカラーや洋服のテイストに合ったお花をセレクトブレンドするなど、お花を使った小粋なおもてなしを目指します。』
白光 糖衣（しらみつ とうい）
声 - 榊原優希
誕生日：6月12日 / 年齢：21歳 / 身長：166cm / 体重：48kg / 血液型：A型
HAMA15区長。個人カラーは   はちみつ色。
趣味/特技はアイドル推し活、霊視、占い全般。
『占いの館エンゼル・アイ』のオーナー。
後述の兄である白光琉衣と一緒にHAMA15区の観光区長をしている。
夕班Ev3nsに所属する夏焼千弥のファンであり、兄である琉衣のことを愛している。
HAMAで代々続く占いの館の現当主で、占い相手にはとことん親身に思いやりを持って接しており、「シュガエル」というあだ名がある。また、非常に強い霊感を持っている。
飼っているペットロボは「ましろ」。クリオネ型で、おしゃべり好き。
おもてなしマニフェストは『自分の占いの力で少しだけ観光客のみなさんの背中を押して、明日を生きる力にしてもらえるようなおもてなしを目指します。』
白光 琉衣（しらみつ りゅうい）
声 - 小松昌平
誕生日：6月12日 / 年齢：21歳 / 身長：166.6cm / 体重：53kg / 血液型：A型
HAMA15区長。個人カラーは   臙脂色。
趣味/特技はゲーセン、ホバーボード、お守りによる悪霊退散。
『御守り屋アラタカ』店主。
前述の弟である白光糖衣と一緒にHAMA15区の観光区長をしている。
糖衣に対しては生まれつき溺愛しており、堂々と愛情表現するが、糖衣以外の人間に対しては「アホな霊障予備軍」くらいに思っており、天邪鬼な性格をしている眼光鋭く好戦的な不良少年。
飼っているペットロボは「トサカ」。リュウグウノツカイ型で、硬派な性格。
おもてなしマニフェストは『糖衣の占い結果に合わせ、最適なお守りを提供することで、観光客の旅路と人生が豊かになるようなおもてなしを目指します。』
棗 夜鷹（なつめ よだか）
声 - 光富崇雄
誕生日：12月6日 / 年齢：27歳 / 身長：185cm / 体重：69kg / 血液型：B型
HAMA17区長。個人カラーは   薄香色。
趣味/特技は骨董品集め、史跡巡り、雀荘通い、フレアバーテンディング。
『BAR夢十夜』マスター。
思慮深くオトナの包容力やアンニュイな色気があり、罪なガチ恋製造機な男。
ミステリアスな夜鷹目当ての来店客が連日やってきており、マスターを務めるバーはそこそこ繁盛している。
しかし、つねに眠気を抱えており、寝起きには夢と現実が混同してしまうという弱点がある。
飼っているペットロボは「趙雲」。チョウチンアンコウ型で、真面目な性格。
おもてなしマニフェストは『観光客にBAR夢十夜で羽根を休めてもらい、旅先の知らない街での不安な夜にそっと優しく寄り添えるようなおもてなしを目指します。』
夜半 子タろ（よわ ねたろ）
声 - 堀江瞬
誕生日：2月9日 / 年齢：不明 / 身長：176.157cm / 体重：59kg / 血液型：不明
HAMA18区長。個人カラーは   ビビッドピンク。
趣味/特技はジオキャッシング、映画＆ドラマ鑑賞、ヘンテコ愉快な道具の発明。
『Cafe369』店主。
自分の欲求に素直な気分屋で、人間の愛憎劇に並々ならぬ興味を持っている、気まぐれサイケな肉まんカフェ店主。
ヘンテコ道具を開発しており、その発明品で凶悪事件を解決した経験から警察のヘルプをすることもある。
飼っているペットロボ(?)は「ライカ」。クラゲ型で、自由奔放な性格。
おもてなしマニフェストは『ヘンテコな機会で観光客を驚かせたり笑わせたり特製の肉まんで虜にしたり、ワクワクするサプライズ連発のおもてなしを目指します。』

#### 「18is」（アイビス）
朝班（R1ze）、昼班（Day2）、夕班（Ev3ns）、夜班（L4mps）のリーダーである西園練牙・五十竹あく太・北片來人・蜂乃屋凪の4人とHAMAツアーズ社長であり0区長の大黒可不可で結成されたユニット。本作品のデフォルトタイトルイラストに設定されているユニットであり、OP曲の『グッドラック』を歌唱している。

#### コンダクター
笛吹 也千代（ふえふき やちよ）
声 - 天﨑滉平
誕生日：5月20日 / 年齢：24歳 / 身長：168cm / 体重：49kg / 血液型：AB型
趣味/特技は借金、モノマネ。
朝班『R1ze』のコンダクターであり、『HAMAツアーズ』インターン生。
自己否定が強めで罵倒されると逆に安堵し、謝りながらも喜ぶという、いつもオロオロしているトラブルメーカーなダメ人間。
大学留年時代に借金苦になり、金や好意をチラつかせると、モラル度外視なこともやってしまう危険な人物であるが、まれに彼が思いつくアイデアに関しては可不可も期待している。
雁金 朔次郎（かりがね さくじろう）
声 - 古川慎
誕生日：9月24日 / 年齢：28歳 / 身長：179cm / 体重：67kg / 血液型：AB型
趣味/特技はコスプレ、マイナー資格取得、お裁縫。
昼班『Day2』のコンダクターであり、『HAMAツアーズ』社員。
0区長である可不可に長年仕える執事であるが、あくまでも平社員。
主人を深く敬愛して、命じられたことは何でも完璧にこなすハイスペな万能さを持つが、ナチュラルにトンチキな思考や言動を繰り出す変人でもある。
北片 生行（きたかた なゆき）
声 - 戸谷菊之介
誕生日：11月20日 / 年齢：23歳 / 身長：174cm / 体重：61kg / 血液型：A型
趣味/特技は車、クラヴ・マガ、デジタルそろばん、クレー射撃。
夕班『Ev3ns』のコンダクターであり、『HAMAツアーズ』経理課長。
兄は夕班に所属する北片來人。
生まれ育ちから来る上品さがあり、誰にでも丁寧な紳士。真面目で親切、柔和で敏腕な優等生経理課長ではあるが、兄の來人には辛く当たる。
投資家をしており、資金源は兄弟で中学時代に立ち上げ大成功したメタバースサービス（mahorova）を事業売却したのが元手。
岩渕 ダニエル 比呂士（いわぶち だにえる ひろし）
声 - 小林親弘
誕生日：3月22日 / 年齢：33歳 / 身長：183cm / 体重：88kg / 血液型：O型
趣味/特技は飲み歩き、サウナ、ソロキャンプ、語学、体術。
夜班『L4mps』のコンダクターであり、『HAMAツアーズ』部長。
元々は主人公と同じ旅行会社に所属していた。
酒が人生の生き甲斐であり、また無類の猫好きでもある。
前職である旅行会社でも、HAMAツアーズにおいても無気力怠惰なナマケモノで、主人公に仕事を押し付けてばかりの上司であった。

### KOBE区
天元 虎晴（てんげん こはる）
声 - 吾妻奎太
KOBE0区長。
楪 琴乃丞（ゆずりは ことのじょう）
声 - 土岐隼一
KOBE1区長。
押切 水面（おしきり みなも）
声 - 竹田海渡
KOBE2区長。

### その他
茂松 八景（しげまつ はっけい）
声 -斧アツシ
東京8区長で、HAMAの監査役を務めている。
曽 潤（そう じゅん）
声 -藤田玲
鹿茸一家に付き従う忠臣。
工楽 夢乃介（くらく ゆめのすけ）
声 -松岡禎丞
浜あすなろ高校生徒会で生徒会長を務めている。まつ毛アーティストの願乃介は親戚にあたる。
児玉 達治（こだま たつじ）
声 -帆世雄一
監獄『モンキー・ケイジ』の看守長を務めている。また、休日はオタ活をしている隠れ熱血ドルオタ。
Ev3ns箱推しで、最推しはちぃこと夏焼千弥。
ゆんゆん
声 -田口涼
夜鷹がマスターをしている『BAR夢十夜』のバーテンダー。チャラくてモテたがりである。本名は由蛇。
大黒 理非人（おおぐろ りひと）
声 - 子安武人
可不可の実父。先代のHAMA0区長でもある。
息子である可不可を溺愛しているが、本人には塩対応をされている。
穏やかでのんびりとした性格をしている。
| 区長ノベル関連 - 七基の兄 - 福原かつみ - 九番目 - 石井孝英 - 鮫島甲鉄 - 川田紳司 - 平目井 - 前田誠二 - 鵜川 - 徳留慎乃佑 - ゴズ - 石毛翔弥 - 千代田礼人 / サロモン - 斉藤壮馬 - 天月王子 / フレデリク - 千葉翔也 |

### 備考
1. ↑  「ガイド」は低コストで配置可能なジョブ。
「オモテナシスト」は必要コストが高いが、足止め人数が高いジョブ。
「クリエーター」はおもてなし力が高い遠距離ジョブ。
「パフォーマー」は複数人のおもてなしが可能な遠距離ジョブ。
「サポーター」は他ジョブの回復ができるジョブ。
2. ↑  近距離エリアに配置可能なジョブと遠距離エリアに配置可能なジョブに分かれており、近距離エリアには「ガイド」、「オモテナシスト」が該当。遠距離エリアには「クリエーター」、「パフォーマー」が該当する。双方エリアに配置可能な「サポーター」と言うジョブも存在する。